# Danny Lee (efeitos visuais)
Danny Lee (9 de julho de 1919 — Prescott, 28 de novembro de 2014) é um especialista em efeitos visuais estadunidense. Venceu o Oscar de melhores efeitos visuais na edição de 1972 por Bedknobs and Broomsticks, ao lado de Alan Maley e Eustace Lycett.